# باولو سيزار كاربجياني
باولو سيزار كاربجياني (بالبرتغالية: Paulo César Carpegiani‏)، لاعب كرة قدم ومدرب كرة قدم برازيلي، من مواليد 7 فبراير 1949. بدأ كاربجياني مسيرته كلاعب في نادي انترناسيونال في بورتو أليغري، في ولاية ريو غراندي دو سول، حيث لعب منذ 1970 وحتى 1977، وقد فاز بلقب بطولة البرازيل مرتين في عام 1975 و1976، وقد لعب بعدها لنادي فلامينغو من 1977 إلى 1980، حيث فاز في بطولة البرازيل مرة أخرى في عام 1980، وبعدها اعتزل كرة القدم.

## مسيرته كمدرب كرة قدم
بعد أن أعتزل كرة القدم، توجه إلى التدريب، حيث قاد نادي فلامينغو إلى الفوز ببطولة كأس الليبرتادوريس، وبعدها فاز بلقب بطولة كأس الإنتركونتيننتال على نادي ليفربول، وبعدها حقق لقب بطولة البرازيل مرة أخرى في عام 1982.
وقد درب فريق برشلونة الإكوادوري في عام 1992، وتعد أهم نقطة في مسيرته التدريبية هي تدريبه لمنتخب الباراغواي لكرة القدم بين عامي 1996 و1998، حيث قاد الفريق إلى التأهل إلى الدور الثاني في كأس العالم 1998، وقد خسر أمام منتخب فرنسا لكرة القدم الذي توج بطلا لتلك البطولة. وقد درب كاربجياني منتخب الكويت لكرة القدم في عام 2003، وقد ساعدهم على التأهل إلى كأس آسيا 2004، ولكنه أقيل في شهر مارس من عام 2004 بعد أن فشل في التأهل إلى أولمبياد أثينا 2004.

## روابط خارجية
- باولو سيزار كاربجياني على موقع الاتحاد الدولي (مؤرشف)  (الإنجليزية)
- باولو سيزار كاربجياني على موقع قاعدة بيانات كرة القدم.إي يو (الإنجليزية)
- باولو سيزار كاربجياني على موقع ناشيونال فوتبول تيمز (الإنجليزية)
- باولو سيزار كاربجياني على موقع عالم كرة القدم.نت (الإنجليزية)